# Pueblo abdallabi
El pueblo abdallabi, también conocido como abdalí o abdalíes pertenecen al grupo arabizado rufaa, también conocidos como árabes de la región de Butana. Habitan principalmente en territorio de Sudán. Se identifican como descendientes de Abdallah Djamma, un jefe que se separó de los rufaa tras la conquista del reino de Alodia. Son mayoritariamente musulmanes. El pueblo rafaa, del que forma parte el abdallabi,  hablan un dialecto árabe-sudanés, y su población total se estima en 602.000 personas.

## Historia
Son originarios del Sudán occidental. Sus territorios iban desde el río Rahad al río Atbara, en la provincia de Kassala. Probablemente son descendientes de pequeñas comunidades egipcias asentadas en la zona sobre el siglo VII, donde varios pueblos fueron convirtiéndose al islam en la región.
A finales del siglo XV los rufaa conquistaron el reino nubio cristiano (jacobitas – monofisitas) de Alodia (Alwa en árabe) que se situaba a la altura de la sexta catarata del río Nilo, en la confluencia de los ríos Nilo Azul y Nilo Blanco.

### Conquista del reino Alodia
Alodia formaba parte de los tres grandes reinos cristianos de los nubios. Sin embargo poco se sabe de su esplendor pues los documentos y los hallazgos arqueológicos no aportaron gran información. Se cita un informe de Ibn Salim al- Aswani que relata la existencia de magníficos edificios y jardines, así como iglesias rebosantes de oro. Parte de esta descripción se comprobó en una intervención arqueológica del siglo XX del Instituto Británico para el Este de África. Los trabajos permitieron sacar a luz un complejo de iglesias y edificios episcopales de ladrillo rojo.
Abdallah Jammah (Jammah es el sobrenombre, que significa “El agrupador”) fue un árabe Rufa'a que, según las tradiciones sudanesas, se estableció en el Valle del Nilo después de venir desde el este. Consolidó su poder y estableció su capital en Querri, justo al norte de la confluencia del Nilo Azul y el Nilo Blanco. A fines del siglo XV reunió a las tribus árabes para actuar contra la "tiranía" alodiana, como se le llama, lo que se ha interpretado como un motivo religioso-económico. Los árabes musulmanes ya no aceptaban el gobierno ni los impuestos de un gobernante cristiano. Bajo el liderazgo de Abdallah, Alodia y su capital, Soba, fueron destruidas.
Según otra tradición registrada en documentos antiguos de Shendi, Soba fue destruida por Abdallah Jammah en el año 1509, ya había sido atacada anteriormente en el 1474. Se dice que la idea de unir a los árabes contra Alodia ya estaba en la mente de un emir que vivió entre el 1439 y 1459. Con este fin, emigró de Bara en Kordofan a una montaña cerca de Ed Dueim en el Nilo Blanco. Con su nieto, llamado Emir Humaydan, se cruzó el Nilo Blanco. Allí se encontró con otras tribus árabes y atacó a Alodia. El rey de Alodia fue asesinado, pero el "patriarca", probablemente el arzobispo de Soba, logró huir. Pronto regresó a Soba. Un rey títere fue coronado y un ejército de nubios, beja y abisinios se reunieron para luchar "por el bien de la religión". Mientras tanto, la alianza árabe estaba a punto de fracturarse, pero Abdallah Jammah los reunió, al mismo tiempo que se aliaba con el rey Funj Amara Dunqas. Juntos finalmente derrotaron y mataron al patriarca, arrasando Soba después y esclavizando a su población.
Tras la conquista fundaron un estado propio con capital en Querri, en la región norte de Sudán.
En 1504 fueron invadidos y sometidos por los fundj. Un acuerdo permitió que mantuvieran la autonomía de su gobierno pagando tributos y sometiéndose a vasallaje. La situación se mantuvo hasta el siglo XIX en que lograron liberarse de los fundj.
En 1820 fueron invadidos por tropas turco-egipcias. El sistema impositivo impuesto generó una nueva rebelión de los abdallabi en 1922, pero un año más tarde fueron vencidos.

## Economía
Sostienen una agricultura alimentaria, además de plantaciones de algodón, caña de azúcar y una ganadería seminómada.